# 梅索内斯德苏埃拉
梅索内斯德苏埃拉，是西班牙阿拉贡自治区萨拉戈萨省的一个市镇。 总面积49平方公里，总人口350人（2001年），人口密度7人/平方公里。